# Герб Струго-Красненского района
Герб муниципального образования Струго-Красненский район Псковской области Российской Федерации — опознавательно-правовой знак, служащий официальным символом муниципального образования.
Герб утверждён постановлением Струго-Красненского районного Собрания депутатов № 11 от 15 июня 2001 года.
Герб внесён в Государственный геральдический регистр Российской Федерации под регистрационным номером 795.

## Описание герба
«Щит волнисто четверочастный: первая и четвёртая части червлёные (красные), вторая и третья серебряные; поверх всего две ладьи (струги) с носовыми украшениями в виде конских голов одна над другой с переменой цвета».

## Обоснование символики
Герб муниципального образования «Струго-Красненский район» — дважды «говорящий» герб. Струги являются основными фигурами герба и говорят о названии посёлка Струги Красные центра Стругокрасненского района, который до 1919 года имел название Струги Белыя.
Волнистое деление щита отражает также второе смысловое значение слова «струг» — ручеёк, маленькое озерцо.
Серебро в геральдике — символизирует чистоту, мудрость, благородство, мир, взаимосотрудничество.
Красный цвет — символ мужества, красоты и жизни.
Герб разработан при содействии Союза геральдистов России.
Авторы герба: идея герба — Константин Мочёнов (Химки), Борис Хохлов (п. Струги Красные); художник — Роберт Маланичев (Москва); компьютерный дизайн — Сергей Исаев (Москва).